# Kerstroosplein
Kerstroosplein is een buurt in het stadsdeel Stratum in de stad Eindhoven, in de Nederlandse provincie Noord-Brabant. Op 1 januari 2023 telde de buurt 1.935 inwoners, verdeeld over 911 woningen, met een gemiddelde WOZ-waarde van € 306.000, op een oppervlakte van 0,21 km².
De buurt ligt in het zuiden van Eindhoven, in de wijk Kortonjo die bestaat uit de volgende buurten:
- Kerstroosplein
- Gerardusplein
- Genneperzijde (Poelhekkelaan)
- Roosten
- Eikenburg
- Sportpark Aalsterweg

De buurt is vernoemd naar het gelijknamig, centraal gelegen, plein.

## Foto's

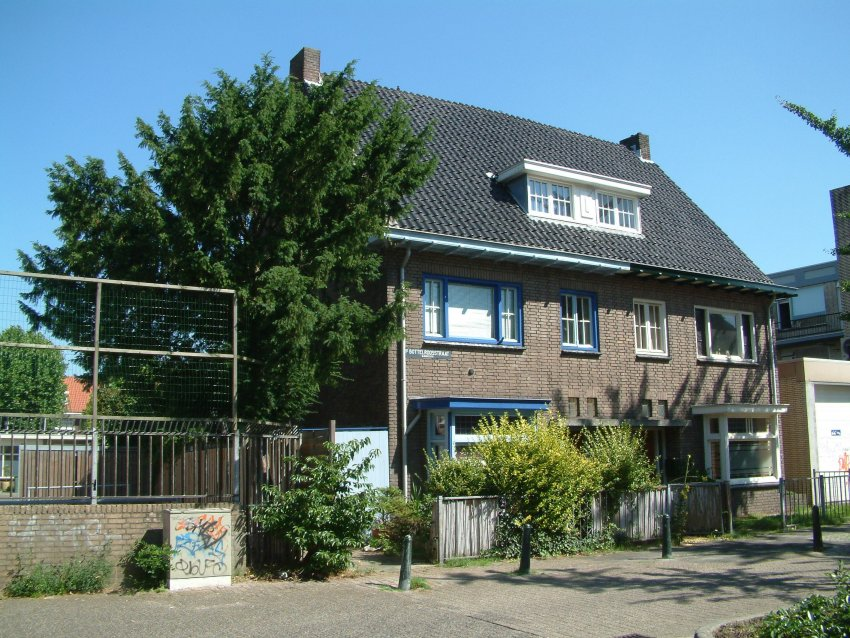
1e Bottelroosstraat
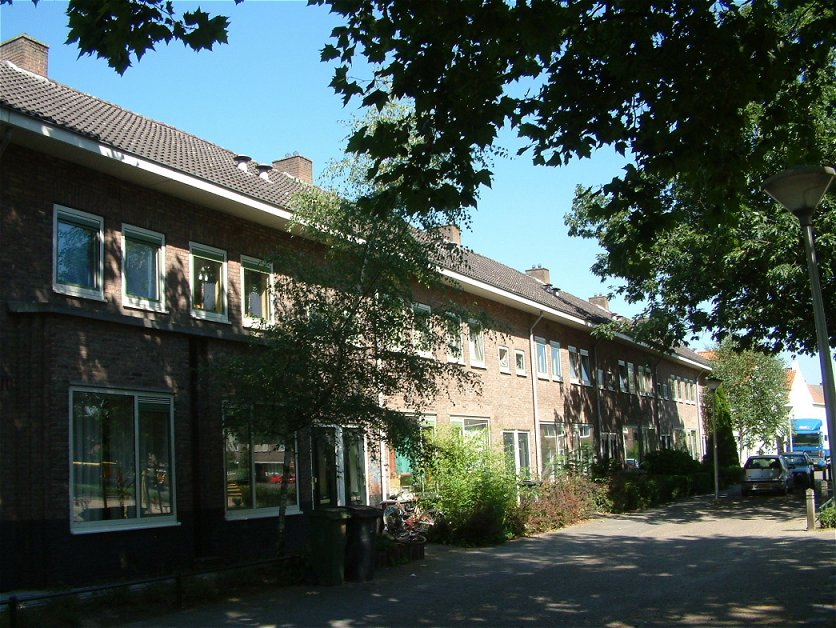
Kerstroosplein